# Gnophos sheljuzhkoi
Gnophos sheljuzhkoi är en fjärilsart som beskrevs av Karl Schawerda 1924. Gnophos sheljuzhkoi ingår i släktet Gnophos och familjen mätare. Inga underarter finns listade i Catalogue of Life.